# Coelopencyrtus claviger
Coelopencyrtus claviger is een vliesvleugelig insect uit de familie Encyrtidae. De wetenschappelijke naam is voor het eerst geldig gepubliceerd in 1999 door Xu & He.